# Освальд (король Нортумбрии)
О́свальд (Освальд Свято́й; англ. Saint Oswald; около 605 — 5 августа 642) — король Нортумбрии в 634—642 годах из династии Идингов.

## Биография
Освальд был сыном Этельфрита и второй его жены Ахи, дочери короля Дейры Эллы и сестры короля Эдвина. Таким образом, Освальд был связан с королевскими родами как Берниции, так и Дейры.
В «Церковной истории народа англов» Беды Достопочтенного, после убийства королем Гвинеда Кадваллоном его единокровного брата Энфрита Освальд собрал небольшую армию и двинулся против Кадваллона ап Кадвана. На самом деле, возможно, что с Освальдом были не только англы, но и скотты и пикты. Армии сошлись в местечке при Хэвенфельте. С северной стороны место сражения, называемое на латыни Небесное поле, прилегало к стене (вал Адриана), которой некогда римляне перегородили Британию от моря до моря. В соответствии с традицией, битва произошла у местечка Халиден (ныне Халлингтон). Согласно Беде, перед боем, Освальд возвел деревянный крест; он опустился на колени, держа крест в таком положении, пока не воткнул его глубоко в землю, так, чтобы крест держался крепко. После, он молился и просил помощи для его армии. В результате сражения, Кадваллон был разбит, Освальд освободил Нортумбрию и стал её правителем.
После этого он вступил во владение обоими королевствами, на которые имел право претендовать, а именно Берницией и Дейрой. Усилиями этого короля Дейра и Берниция, которые до того враждовали друг с другом, объединились в одно целое. Едва взойдя на трон, Освальд послал к шотландцам, у которых он и его братья, находясь в изгнании, приняли крещение, прося их прислать предстоятеля, который мог бы научить подвластный ему народ англов христианской вере. Они же по его просьбе прислали к нему епископа Айдана. По прибытии епископа король по его желанию даровал ему для жительства остров Линдисфарн в графстве Нортумберленд, недалеко от границы с Шотландией. В последующие годы остров был одновременно монастырём и центром епископства. Его предпочли Йорку, поскольку резиденция короля Освальда находилась на севере, в Бамборо. Хотя позже епископская кафедра была перенесена в Йорк, Линдисфарн оставался центром церковной жизни в Нортумбрии.
Современники утверждают, что бритты, шотландцы и пикты платили Освальду дань. Освальд пользовался верховной властью над большей частью англосаксонских королевств, а также над Южной Шотландией и некоторыми частями Уэльса. Адамнан в своём «Житии Колумбы» именует этого короля «императором всей Британии». Согласно написанному Симеоном Даремским в XII веке «Житию Освальда», он оставался добрым, милостивым и щедрым к бедным и путешествующим. Крестителя Нортумбрии по смерти почитали святым. Освальд поддерживал дружбу с королём Уэссекса Кинегильсом, в 635 году присутствовал на его крещении и стал королю крёстным отцом. Позднее Освальд взял в жены дочь Кинегильса. По данным «Жития Освальда», эту дочь звали Кинебургой. Видимо, она вступила в брак с Освальдом незадолго до его гибели, и не успела родить ему детей.

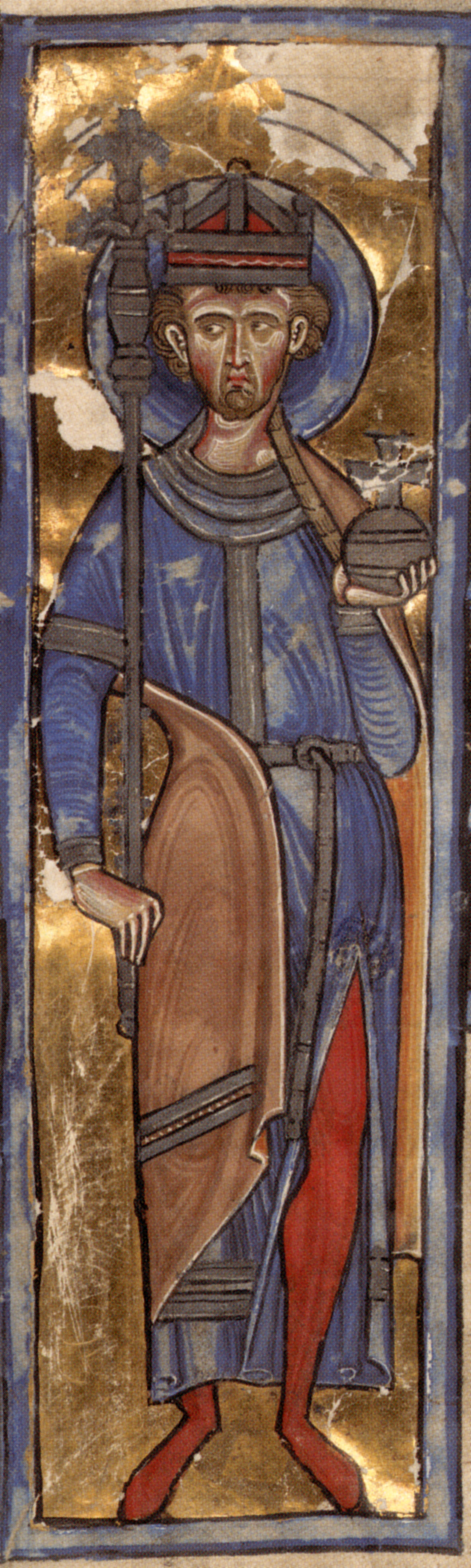
Святой Освальд.

5 августа 642 года Освальд погиб в великой битве при Майс-Когви с тем же языческим народом мерсийцев и с тем же их королём Пендой, что и его предшественник Эдвин Святой. Это было в месте, называемом на языке англов Мазерфельт в Сутумбрии (другое название Мерсии, означающее «страна к югу от реки Хамбера»). По мнению большинства историков, это местечко Освестри в графстве Дербишир, название которого происходит от слов «древо (то есть крест) Освальда». То, что оно находится за пределами Нортумбрии, косвенно доказывает, что Освальд сам вторгся во владения Пенды. Тело убитого Освальда было найдено между мертвыми. Пенда приказал рассечь его на части и, насадив на колья, выставить как трофей на месте сражения.

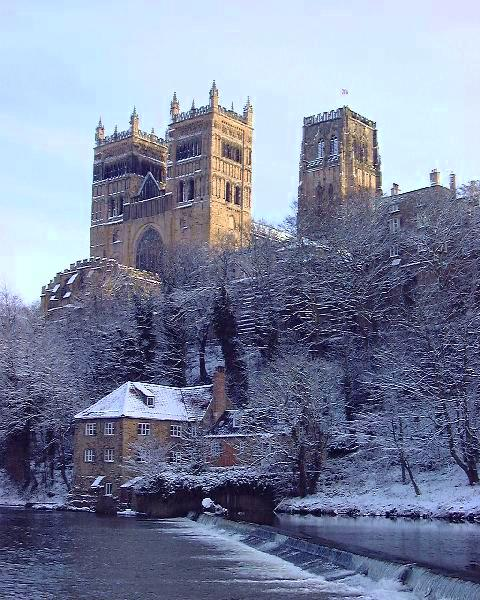
Даремский собор, в котором покоятся мощи святого Освальда

Освальд правил 9 лет и погиб на тридцать восьмом году жизни. Позднее кости короля были найдены и перенесены в монастырь Барденей в провинции Линдсей (ныне Бардни в Линкольншире). Это было сделано усилиями королевы Острит, жены короля Мерсии Этельреда I, которая была дочерью Освиу, брата Освальда. У Освальда остался сын Этельвальд.
Пенда после одержанной победы поступил с обыкновенной для него жестокостью. Разоряя Нортумбрию, он хотел захватить основанный королём Идой город Бамборо, но встретил серьёзное сопротивление. Тогда он решил сжечь город. С этой целью с окрестных домов были сняты балки, стропила, плетни, а также соломенные крыши и собраны в огромную кучу перед городом. Дождавшись нужного ветра, он зажег огонь. Но лишь только костер разгорелся, ветер переменился и понёс пламя на лагерь осаждавших, нанеся ему значительный ущерб. Неудача заставила Пенду отступить от города и оставить Нортумбрию. Он ушёл воевать в Восточную Англию. В конце 642 года местная знать выбрала королём Освиу в Берниции, а через год — Освина в Дейре.